# Aríbalo

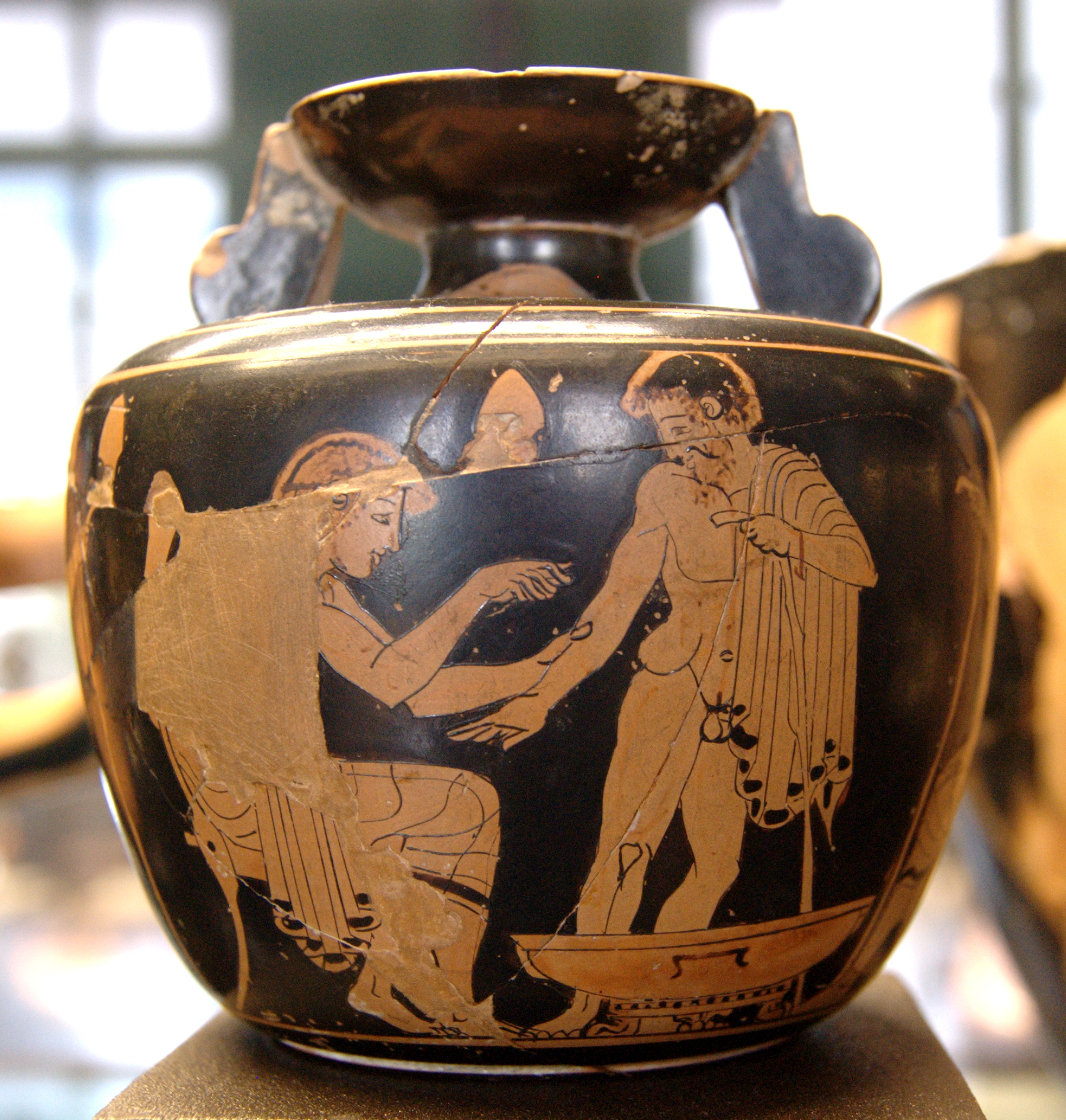
Aríbalo ático de figuras rojas (ca. 480-470 a. C.

Aríbalo (en griego antiguo: ἀρύβαλλος, en latín: aryballus); es un vaso griego de forma globular y cuello corto y estrecho, por lo que se le ha comparado con una bolsa cerrada. La raíz de esta palabra es αρυω que significa ‘extraer’. Además de aparecer en diversas pinturas, su utilización se deduce a partir de un texto de Pólux, donde se describe como envase para conservar el aceite perfumado destinado al cuidado del cuerpo, habitual en los baños y entre el ajuar de los atletas. Para su supuesto uso en ritos funerarios fue sustituido por el lécito.

## Contexto histórico
El nombre del tipo de vaso es de origen pregriego, es decir, los griegos lo habían adquirido de una lengua y cultura anteriores. La aparición del aríbalo parece situarse dos siglos después de la del enócoe, del que toma la forma, es decir, en el estilo periodo protocorintio alrededor del 700 a. C. Los primeros ejemplares conocidos tienen forma esférica y su decoración ocre y beige, a menudo bastante simplista en relación con otras cerámicas, permite atribuirlos a la ciudad de Corinto. pero son menos comunes en la cerámica ática. Este género de cerámica se propagó enseguida y perduró hasta el período helenístico. Su estilo evolucionó y ganó así una base llana, una forma más esbelta y a veces una segunda asa. La pintura del aríbalo pasó también de la época arcaica a la helenística de las figuras negras a las rojas.
Pieza frecuente en las colecciones de vasos de barro pintados, el aríbalo más común es un tipo de frasco pequeño (unos 6 a 10 centímetros). Se conservan bellos ejemplares de estilo corintio (del siglo VI a. C.) en forma de ampolla (esférico sin pie) o de pera (como el bombylios) y con reborde ancho y redondo en la boca, cuello corto y asa vertical. Están decorados con figuras de animales o de guerreros.

## Formas

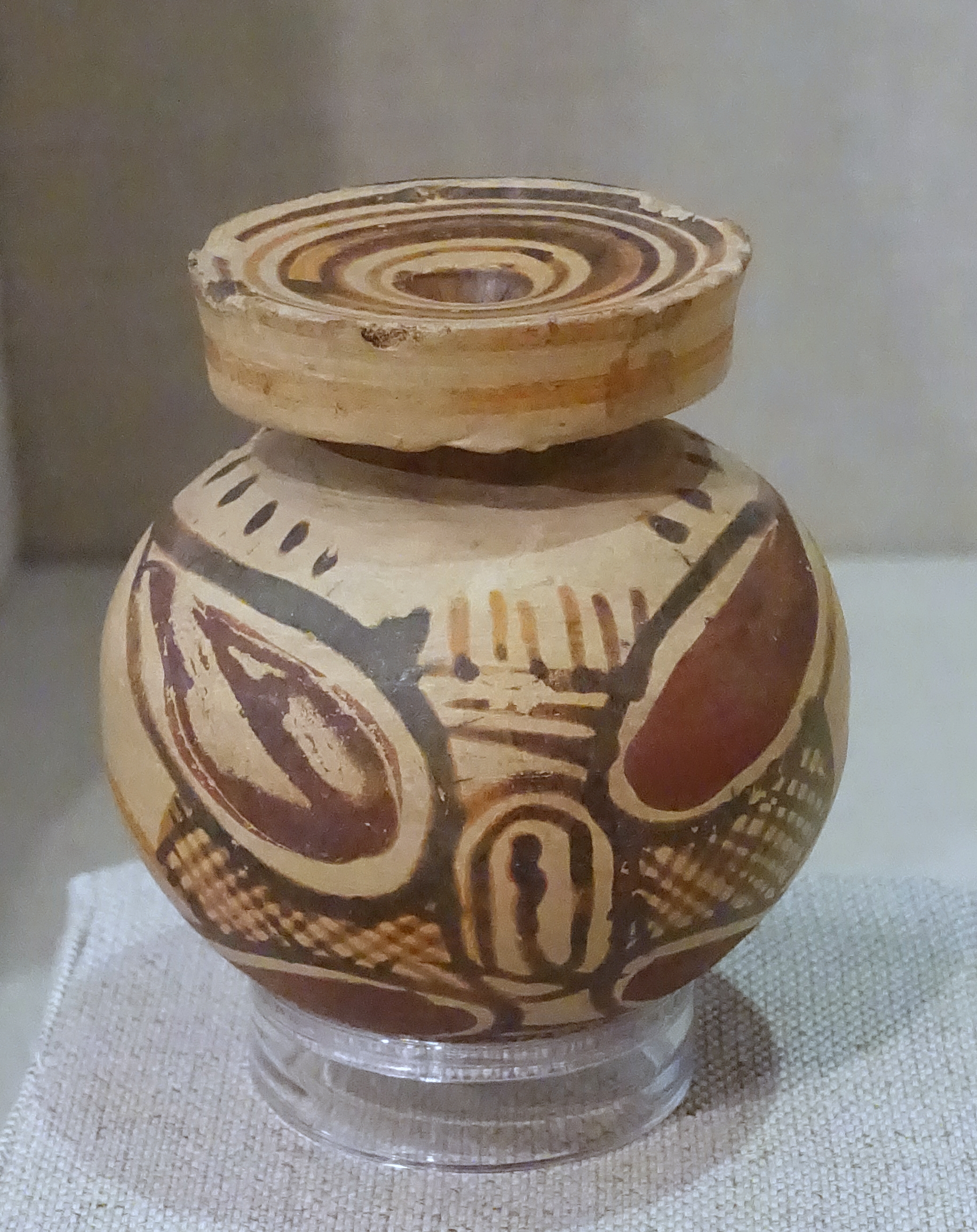
Aríbalo, c. 575-550 a. C.

La falta de acuerdo entre historiadores, arqueólogos y estudiosos de la cerámica en la clasificación de los vasos griegos, hace que el aríbalo sea a menudo confundido con otras vasijas como el lécito o el alabastrón. De un tamaño medio aproximado entre 6 y 20 cm, el aríbalo presenta forma de bolsa con una base ancha. Presenta, como muchos recipientes de aceite, un cuello bastante largo y fino rematado en una boca ancha y exvasada —cuya finalidad era evitar que los líquidos se derramaran— con una fina asa vertical que une el labio con los hombros de la vasija. 
Algunos tienen un asa. A veces también hay dos asas. La parte inferior redonda a veces se hacía para representar, por ejemplo, la cabeza de una persona o un animal. En las pinturas de vasos, a menudo aparecen siendo utilizados por atletas. Algunos estudios proponen que podían llevarse atados por una cuerda a la cintura.

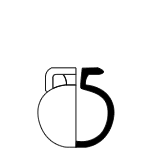
Forma del Aríbalo desde el exterior y el interior.
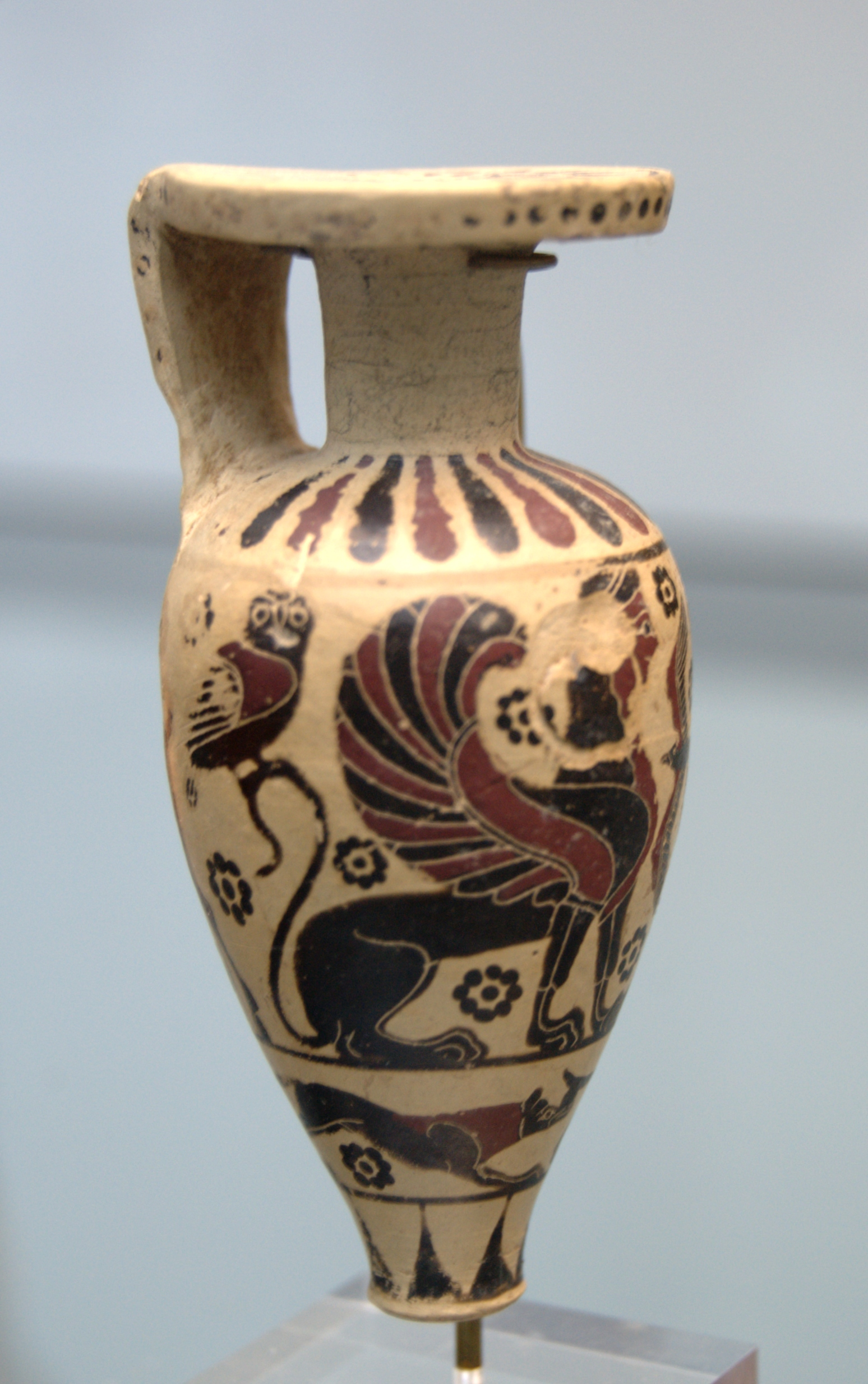
Aríbalo corintio de forma ovalada, c. 630 a. C.
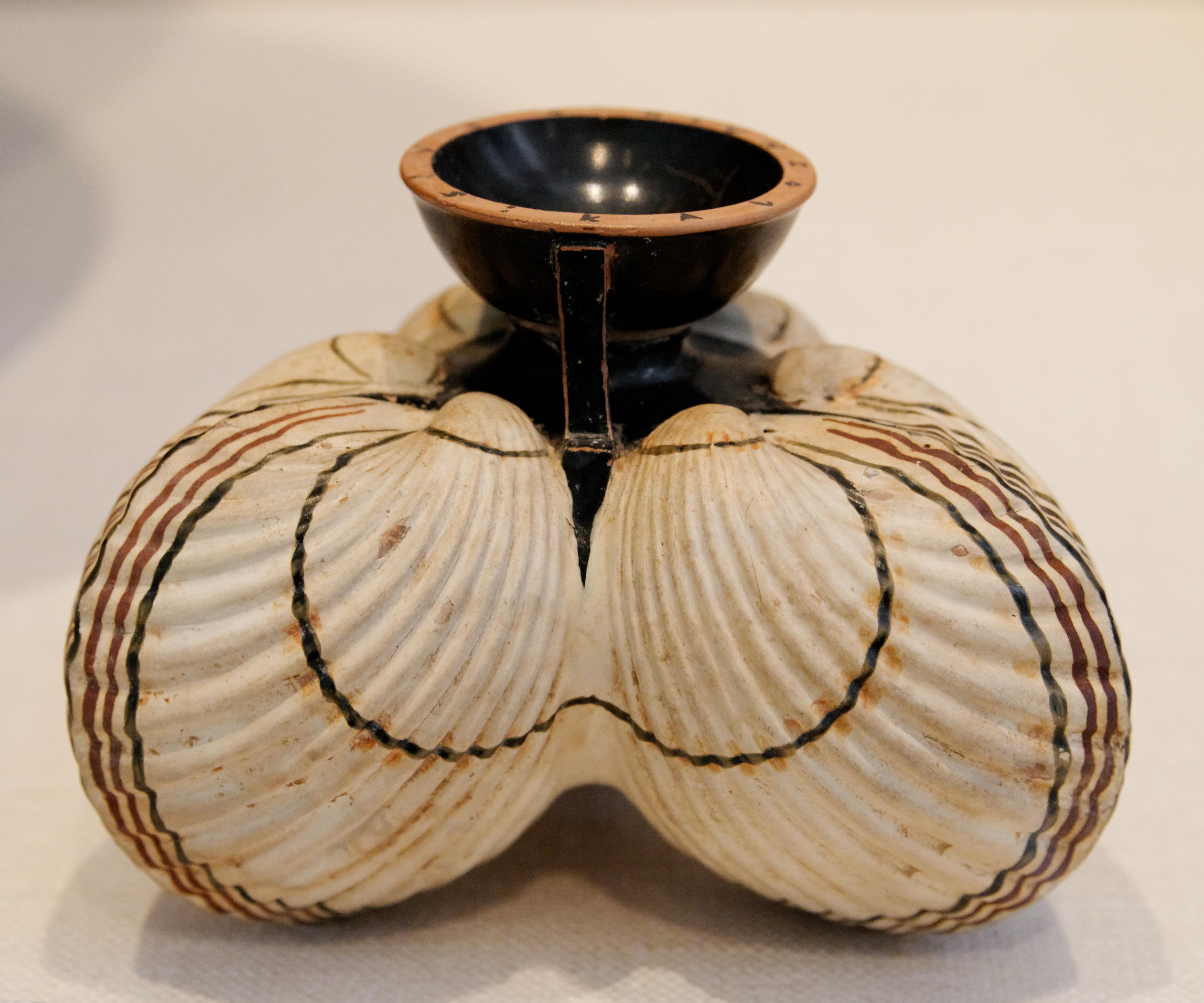
Aríbalo de cerámica ática, decorado con fondo blanco para asemejarse a conchas marinas, siglo VI a. C.
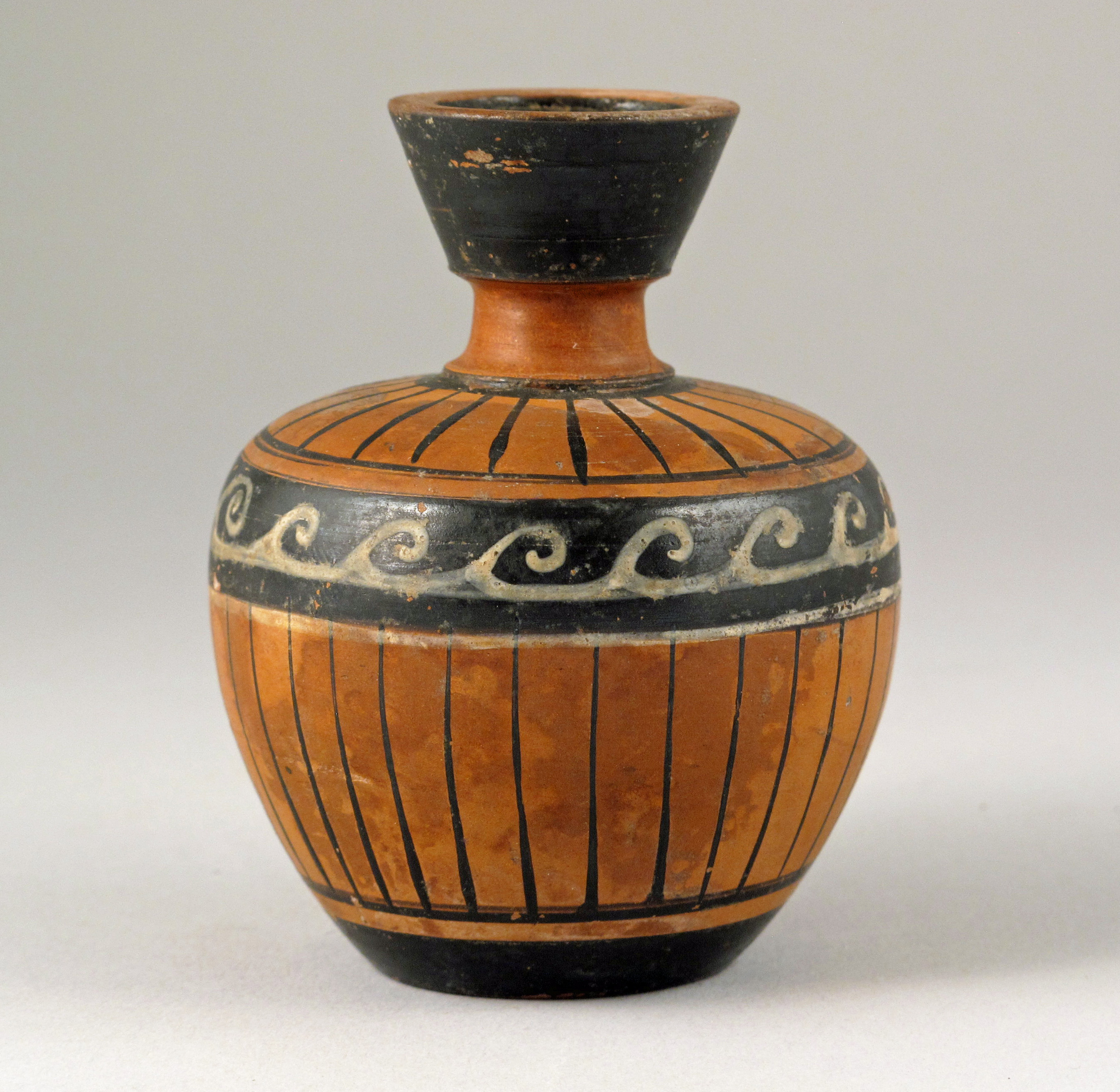
Aríbalo ático, siglo IV a. C.